# Peter Masterson
Pour les articles homonymes, voir Masterson.
Carlos Bee Masterson Jr., dit Peter Masterson, est un acteur et réalisateur américain né le 1er juin 1934 à Houston et mort le 18 décembre 2018 à Kinderhook,.

## Biographie
Peter Masterson meurt le 18 décembre 2018 à Kinderhook dans l'État de New York selon sa fille l'actrice Mary Stuart Masterson ainsi que son fils Peter qui mentionne qu'il est mort des complications de la maladie de Parkinson. Il avait 84 ans.

## Filmographie

### Comme acteur
- 1966 : Ambush Bay : Platoon Sergent William Maccone
- 1967 : Dans la chaleur de la nuit (In the Heat of the Night) : Officier Arnold Fryer
- 1968 : La Symphonie des héros (Counterpoint) : Sergent Calloway
- 1971 : Le Baron Rouge (The Red Baron) de Roger Corman : Major Oswald Boelke
- 1972 : Tomorrow (en)  de Joseph Anthony : Lawyer Douglas
- 1973 : Pueblo (TV) : ENC M.O. Goldman
- 1973 : L'Exorciste (The Exorcist) : Dr Barringer, directeur de clinique
- 1974 : Enquête dans l'impossible (Man on a Swing) de Frank Perry : Willie Younger
- 1975 : Les Femmes de Stepford (The Stepford Wives) : Walter Eberhart
- 1977 : Delta County, U.S.A. (TV) : Billy Wingate
- 1977 : The Quinns (TV) : Michael Quinn
- 1977 : The Storyteller (TV) : Lee Gardner
- 1978 : A Question of Guilt (TV) : Lieutenant Tom Wharton
- 1986 : Witchfire
- 1987 : Jardins de pierre (Gardens of Stone) : Colonel Feld

### Comme réalisateur
- 1985 : Mémoires du Texas (The Trip to Bountiful)
- 1988 : Pleine Lune sur Blue Water (Full Moon in Blue Water)
- 1989 : Un fusil pour l'honneur (Blood Red)
- 1989 : Meurtres en nocturne (Night Game)
- 1991 : Convicts (en)
- 1993 : L'Enfer des neiges (en) (Arctic Blue)
- 1996 : Lily Dale (TV)
- 1997 : Tennessee Valley (The Only Thrill)
- 2000 : La Sirène (en) (Mermaid) (TV)
- 2003 : Lost Junction (en)
- 2005 : Whiskey School